# Saruman

Godło Sarumana – Biała Ręka, będąca także określeniem jego samego

Znak Sarumana – runiczne S

Saruman Biały (ang. Saruman the White, qya. Curumo, sin. Curunir) – postać ze stworzonej przez J.R.R. Tolkiena mitologii Śródziemia, Istar.

## Charakterystyka
Najpotężniejszy z Istarich wysłanych do Śródziemia. Zajmował wyższą pozycję, niż pozostali, został więc przywódcą wyprawy i otrzymał szaty koloru białego. Został na tę misję wskazany przez Aulëgo, któremu służył i był podobny w zainteresowaniach. Stąd brał się tytuł Sarumana – „Mistrz Rzemiosł”. Miał także zdolność przekonywania umysłów słabszych od swojego.

## Życiorys

### W Valinorze
Saruman, podobnie jak Sauron, służył Aulëmu. Pierwotnie do Śródziemia miało zostać wysłanych trzech Majarów, drugim został Alatar. Kiedy Manwë zaproponował, by jako trzeci dołączył Olórin (Gandalf), Varda odpowiedziała: „Nie jako trzeci”. Tak zaczęła się niechęć Sarumana do Gandalfa. Towarzystwo Aiwendila zostało Sarumanowi narzucone – tu miały początek antagonizmy między nim a sługą Yavanny.

### Przybycie do Śródziemia
Przypłynął sam, jako pierwszy, około 1000 roku Trzeciej Ery. Po pewnym czasie zgłębił także archiwa Minas Tirith i posiadł wnikliwą wiedzę na temat pierścieni władzy i historii Jedynego Pierścienia.
Posiadał wielką wiedzę, dlatego w 2463 roku stanął na czele Białej Rady.
W roku 2759, za zgodą namiestnika Gondoru Berena, osiedlił się w Isengardzie, początkowo jako przedstawiciel namiestników.
W 2851 udało mu się przekonać Białą Radę, żeby odłożyć w czasie atak na Dol Guldur. Zaczął także poszukiwania Pierścienia na własną rękę, w okolicach Pól Gladden. W 2941 zgodził się na atak na Dol Guldur, gdyż wiedział, że Sauron też szuka Pierścienia. Dwanaście lat później, na ostatnim zgromadzeniu Białej Rady, przekonywał zebranych, że Pierścień wpadł do Anduiny i popłynął do Morza.
Po śmierci namiestnika Turgona w 2953 roku uznał się za władcę Isengardu i rozpoczął fortyfikowanie twierdzy. Rozpoczął wtedy gromadzenie armii, zwerbował orków, wargów i Dunlendingów. Zaczął też osłabiać Rohan i Fangorn. Odtąd szpiegował Gandalfa, co pozwoliło mu na odkrycie jego zainteresowania Shire. Odbył tam podróż w przebraniu, a następnie posłał swoich szpiegów do Południowej Ćwiartki i Bree. Zaczął też sprowadzać różne dobra z Shire’u, w tym fajkowe ziele, które szczególnie przypadło mu do gustu. Palił je jednak potajemnie, jako że niegdyś wykpiwał Gandalfa, kiedy ten palił ziele, m.in. na zgromadzeniu Rady.
Około roku 3000 zaczął używać palantíru i wpadł w sidła Saurona. Wtedy na dwór królewski w Edoras posłał szpiega, Grimę (zwanego Smoczym, lub Gadzim Językiem) i doprowadził do przedwczesnej starości króla Théodena. Przed Wojną o Pierścień nazwał się Sarumanem Wielu Barw (lub Wielu Kolorów). W 3018 – po odmowie Mithrandira (Gandalfa) co do przyłączenia się do Sarumana i wyjawienia mu miejsca ukrycia Pierścienia uwięził go w Orthanku, lecz ten po dwóch miesiącach niewoli uciekł z pomocą Gwaihira.
Około lutego 3019 roku wysłał grupę orków, by rozbili Drużynę Pierścienia. Schwytali oni jedynie Merry’ego i Pippina, którym udało się uciec do Fangornu i pobudzić entów do działania.
W ostatnich dniach lutego udało mu się zabić Théodreda, królewicza Rohanu. 3 marca 3019 roku zaatakował Helmowy Jar armią około 10 tysięcy orków i dunlandzkich górali, lecz bitwa została przegrana, czego rezultatem była utrata prawie wszystkich sił zbrojnych. Kilka dni później, zaraz po zniszczeniu niedobitków armii Isengardu i zdobyciu twierdzy przez entów, Gandalf złamał jego różdżkę i wykluczył z Heren Istarion. Saruman ukrył się więc w Orthanku, skąd nie wychodził prawie do końca Wojny o Pierścień.
Nieco później oddał Drzewcowi klucze do twierdzy, po czym ruszył z Grimą na północ. Po drodze odrzucił pomoc Gandalfa i ruszył do Shire’u, gdzie jako Sharkey z pomocą pozostałych mu popleczników umożliwił Lothowi dojście do władzy. Zniewolił hobbitów i spustoszył Shire. Wkrótce potem wybuchło powstanie, dowodzone przez Pippina, Froda, Sama i Merry’ego, które zaowocowało osaczeniem Sarumana i skazaniem go na wygnanie z Shire’u. Wygnanie nie doszło jednak do skutku, gdyż Grima, pełen nienawiści do swego pana za sposób, w jaki był traktowany, zabił go, podrzynając mu gardło. Śmierć Sarumana była ostatnim wydarzeniem Wojny o Pierścień.

## Ekranizacja

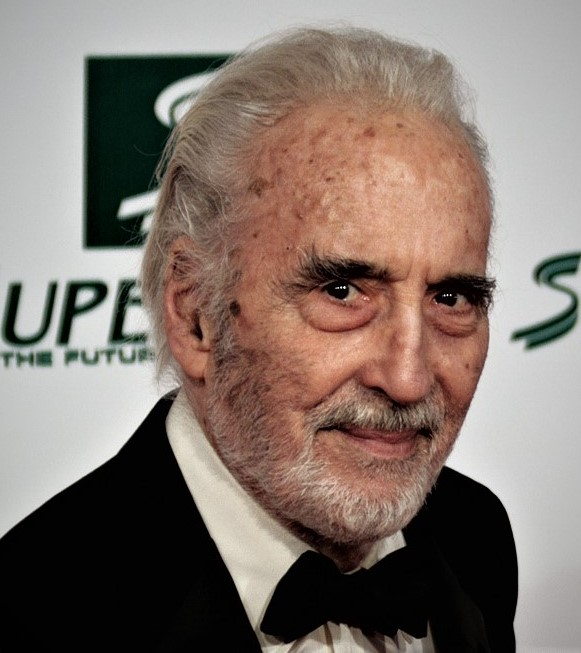
Christopher Lee (2009)

W adaptacji filmowej Petera Jacksona w postać Sarumana wcielił się Christopher Lee. W filmie Saruman nie zostaje zabity w Shire. W wersji rozszerzonej Powrotu króla zostaje na szczycie Orthanku – wobec odmowy ofiarowania Grímie wolności – ugodzony przez niego nożem. Spadając z wieży, nadziewa się na ostrze jednego z młynów.
W ekranizacjach Saruman wystąpił także w Hobbicie, choć w książkach zadebiutował dopiero we Władcy Pierścieni.